# Jean-Baptiste d'Omalius-Thierry
Jean-Baptiste d'Omalius, ook d'Omalius-Thierry (Luik, 1779 - Anthisnes, 6 augustus 1866) was een Zuid-Nederlands politicus en lid van het Belgisch Nationaal Congres.

## Levensloop
D'Omalius mag niet worden verward met zijn tijd- en naamgenoot, de wetenschapper en politicus Jean-Baptiste d'Omalius d'Halloy.
Grootgrondbezitter d'Omalius-Thierry werd in 1816 lid van de Provinciale Staten voor de Nederlandse provincie Luik, lid van de Tweede Kamer in 1817 en opnieuw lid van de provinciale staten in 1826.
Hij werd in 1830 tot plaatsvervangend lid verkozen voor het Nationaal Congres, zowel door de kiezers van Hoei als van Luik. Hij koos voor dit laatste arrondissement. Hij werd effectief lid op 23 december in opvolging van Henri Orban-Rossius die vroegtijdig ontslag had genomen. D'Omalius kwam maar een paar maal tussen. Hij was er niet toen in februari voor een kandidaat-koning moest worden gestemd. Hij liet weten dat hij, vanwege zware ziekte van zijn vrouw, niet kon aanwezig zijn. Trouwens, voegde hij eraan toe, hij zou noch voor de hertog van Nemours noch voor de hertog van Leuchtenberg gestemd hebben. Hij was er evenmin einde februari om voor regent Surlet de Chokier te stemmen, nochtans een vriend van hem. Op 11 april 1831 nam d'Omalius ontslag. In publieke zitting werd een lange brief van hem voorgelezen, waarin hij betoogde dat het mandaat dat aan het Congres was gegeven ten einde was gekomen en verder doorwerken onwettelijk was. De publieke opinie dacht er ook zo over, vervolgde hij. Die brief werd op herhaald geroezemoes onthaald.
D'Omalius keerde, voor zoveel na te gaan, nadien naar het privéleven terug.